# Febrero (miniatura)
Febrero es una miniatura realizada por los hermanos Limbourg en el libro Las muy ricas horas del duque de Berry. La mayoría de las imágenes de este libro se realizaron entre 1408 y 1416. Esta en concreto mide 15,4 cm de alto y 13,6 cm de ancho. Se conserva actualmente en el Museo Condé de Chantilly.

## Análisis de la obra
En esta pintura se representa una casa de labor, el corral que hay junto a ella, con el palomar en su flanco derecho. Detrás se ve el bosque, en el que aparece la figura del leñador. Detrás de él, en el paisaje cubierto de nieve, un campesino vestido con un sayo tosco y con la cabeza cubierta por un saco para protegerse del frío, lleva un asno cargado hacia el pueblo que se ve al fondo, en el que destaca la aguja gótica de la iglesia. Por encima, un celaje gris propio de un paisaje invernal.
Diversos detalles indican que no se trata de una casa de campesinos propiamente dichas, sino más bien la del administrador del señor. La dama que se encuentra en primer plano a la izquierda viste un suntuoso vestido de color azul. Al fondo de la casa puede verse una cama y colgadas en su interior aparecen diversas ropas, dos hechos que son indicativos de que no es una casa campesina, donde dormían en jergones sobre el suelo y no tenían más ropa que la que llevaban puesta. 
Esta dama de azul alza las faldas para que el fuego le caliente las piernas. Los dos hombres del fondo se levantan totalmente la ropa, dejando al descubierto sus genitales. Esto no significa que se trate de una pintura erótica, sino más bien evidencia costumbres menos pudorosas que en siglos posteriores, pues en la Edad Media el sentido de la intimidad no estaba acentuado.
En el corral se distingue un rebaño de ovejas, que era el ganado más abundante debido a que producía, como la vaca, leche y carne, y además la lana con la que elaborar ropas. Otra ventaja de este animal es que podía criarse en suelos más pobres, sin requerir los extensos pastos de la vaca. Detrás del cobertizo de las ovejas se ven los panales vacíos, otra indicación de la época invernal, pues se ahumaban en otoño para matar a las abejas y así hacerse con su miel que endulzaría los alimentos y la cera que servía para hacer velas. Con la primavera, los campesinos se internarían en los bosques para apresar enjambres.
En el lado derecho de la imagen se ve una figura envuelta en una capa para protegerse del frío. La edificación que hay detrás de ella, al amparo del bosque, es un palomar. Este animal se usaba sobre todo como fuente de estiércol para abonar las huertas; al mismo tiempo, como era un animal voraz para los campos, se limitaba legalmente la cantidad de palomas que podía tener cada propietario, pudiendo tener más palomas cuanta más extensión de tierra se tenía. De esta forma, el tamaño del palomar era un indicativo de la riqueza del señor.

## Género

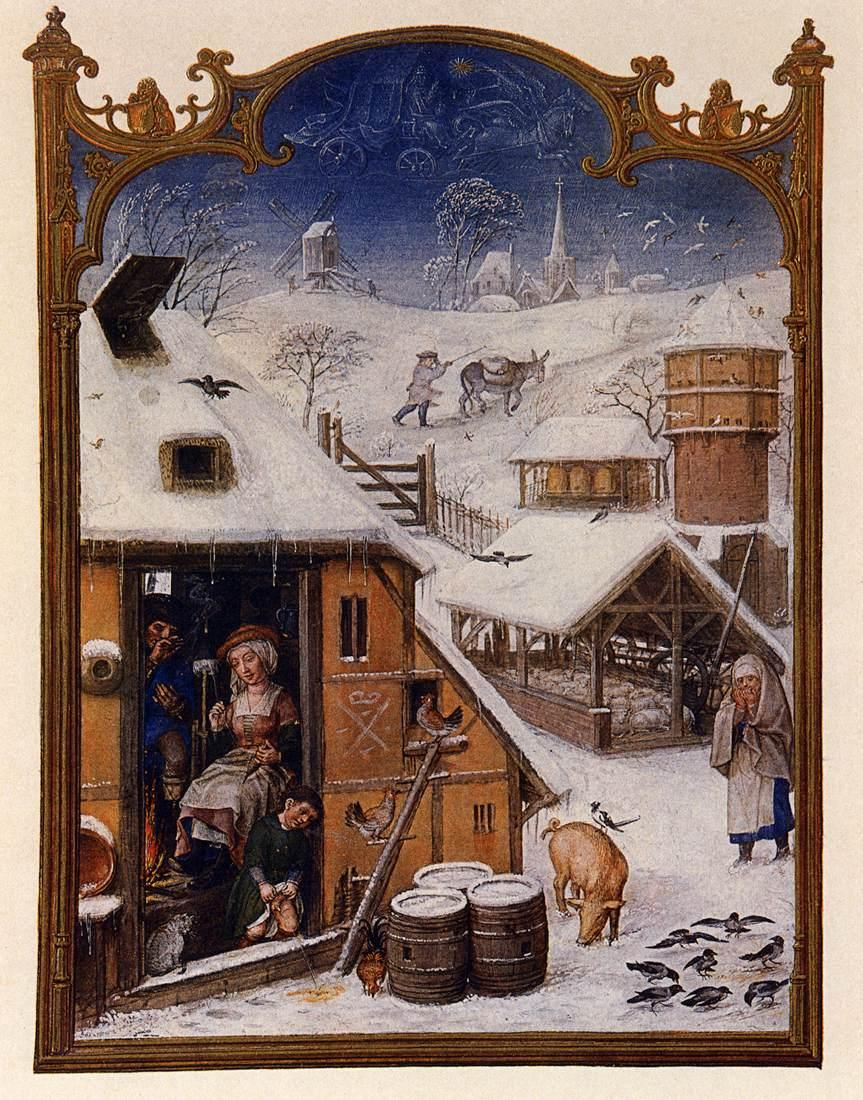
Febrero en el Brevarium Grimani, fol. 3v (flamenco), h. 1510

Los libros de horas solían contener un calendario, en el que las distintas épocas del año estaban representadas, con los quehaceres propios de cada mes. A pesar de que estaban destinados a un público aristocrático, solían representar escenas campesinas, pues las labores del campo se adaptan mejor a las diferencias de actividades a lo largo del año. Gracias a ello, el campesinado apareció representado en la pintura europea, siendo de esta manera “uno de los principales documentos históricos sobre la vida del campesinado en la Edad Media” (Hagen).
Las representaciones solían ser convencionales. Así, el mes de febrero suele representarse mediante la imagen de personas calentándose al fuego y la del leñador. Así puede verse en esta lámina de Las muy ricas horas del duque de Berry y en otras obras, como el Breviarium Grimani, que es de un siglo más tarde.
La finalidad de estas representaciones en los libros de horas, destinados a la devoción, no se sabe con certeza. Hagen apunta que quizá fuera un “recordatorio de lo efímero de las cosas terrenales” o quizá indicase “que Dios también regula las estaciones del año”.